# Паисий (Патокин)
Архимандри́т Паисий (в миру Пётр Фёдорович Патокин; 20 августа 1851, село Неклюдово, Корочанский уезд, Курская губерния — 25 февраля 1932, Почаев, Волынское воеводство, Польская Республика) — наместник Почаевской Успенской лавры (1912—1920), иконописец.

## Биография
Родился в крестьянской семье. Получил домашнее образование, окончил Почаевскую живописную школу. Послушник в Святогорской пустыни (1870), затем послушник (1871), иеродиакон (1881), руководитель золочения купола соборного храма (1885), заведующий иконописной мастерской (1886—1903), иеромонах (1887), ризничий и член духовного собора (1903—1904) Свято-Успе́нской Поча́евской ла́вры. Был направлен для поклонения афонским палестинским святыням (1892—1895).
Игумен (1902), начальник Почаевского Духова скита (1905), архимандрит, делегат Всероссийского монашеского съезда (1909), временный начальник Свято-Георгиевского скита на Козацких Могилах (1911).
Наместник Почаевской Успенской лавры (1912—1920), одновременно настоятель Дубенского Крестовоздвиженского монастыря, благочинный женских монастырей Волынской епархии (1913).
В 1917 году член Поместного собора Православной российской церкви по должности, участвовал в 1-й сессии, член VII, XI отделов.
С 1921 года временный настоятель Дерманского Свято-Троицкого монастыря, благочинный мужских, с 1923 года женских монастырей Волынской епархии в пределах Польши.
В 1922—1928 годах киотный и с 1931 года снова наместник Почаевской Успенской лавры.
Скончался 25 февраля 1932 года в Почаеве. Похоронен на лаврском монашеском кладбище.
Автор росписей храмов вышеуказанных обителей (1880—1900-е годы), в том числе пещерного в лавре, нижнего храма собора святой равноапостольной Марии Магдалины в Варшаве и находящейся в верхнем храме Почаевской иконы Божией Матери (1920-е годы).

## Награды
Набедренник (1890), наперсный крест (1898), палица (1902), ордена Святой Анны 3-й (1906) и 2-й (1913) степени, Святого Владимира 4-й степени (1916).